# 電玩快打
《電玩快打》（英語：GameGX）是台灣電視史上最長壽的電玩節目，1997年於傳訊電視大地頻道開播，2001年緯來綜合台成立後繼續播出，2014年1月改名為《新電玩快打》（英語：GameGX），2017年12月16日播出最後一集。
《電玩快打》開播初期係直接購買英國電視節目製作業者Capricorn Programmes製作的電玩節目《網上攻略大圖鑑》（Cybernet）並將內容中文化，僅有女性旁白，無主持人。自第一任主持人艾力克斯時期開始，改為自製內容為主、《網上攻略大圖鑑》中文化內容為輔，剛開始時〈剋Game〉單元還請一位香港玩家招嘉和講解密技；逐漸改為完全自製，並啟用英文名稱《GameGX》。官方網站於何時創立已不可考，不過可追溯到2001年2月20日。節目本身以介紹電子遊戲預告、技巧、比賽、展覽，偶爾加上設計者訪談為主；節目中的電子遊戲橫跨各平台。
曾寶儀曾於1997年擔任《電玩快打》執行製作。2007年8月25日，慶祝《電玩快打》十週年，緯來電視網與中嘉網路於夢時代購物中心主辦「電玩快打互動BB嘉年華」。2015年台北國際電玩展，《電玩快打》首度參展錄影。

## 播出時間
| 頻道       | 所在地 | 首播日期        | 播出時間          | 備註 |
| ---------- | ------ | --------------- | ----------------- | ---- |
| 緯來綜合台 | 臺灣   | 2017年2月19日起 | 每周日20:00-21:00 |      |
| 緯來綜合台 | 臺灣   | 2017年9月2日起  | 每周日18:00-19:00 |      |

## 歷屆主持人
- 第1代主持人：艾力克斯（1997年-1999年）[3]
- 第2代主持人：艾力克斯、小嫻（1999年-2003年）
- 第3代主持人：小嫻、唐志中
- 第4代主持人：小嫻、電玩超男子（汪東城、丁春誠、阿男、小菊花）
- 第5代主持人：小嫻、大炳（2003年11月22日-2005年9月24日）
- 第6代主持人：小嫻、歐漢聲（2005年10月1日-2008年4月12日）
- 第7代主持人：納豆、韋汝（2008年4月19日-2009年12月4日）（電玩快打 v2.0）
- 第8代主持人：納豆、蔡黃汝（2009年12月11日-2011年5月14日）
- 第9代主持人：納豆、安心亞（2011年5月21日-2012年11月17日）（電玩快打 v3.0）
- 第10代主持人：納豆、林采緹（2012年11月24日-2014年1月4日）
- 第11代主持人：納豆、王樂妍（2014年1月11日-2016年11月12日）（新電玩快打）
- 第12代主持人：納豆、解婕翎（2016年11月19日至2017年12月16日）（新電玩快打）[4]

## 外部連結
- 官方网站
- 《電玩快打》官方部落格 （页面存档备份，存于）（2009-2013年）
- 新電玩快打的Facebook專頁[]
- YouTube上的新電玩快打播放列表
- YouTube上的新電玩快打#5姬花絮播放列表
- 電玩快打的Twitch频道

| 緯來綜合台 星期六18:00~19:00 | 緯來綜合台 星期六18:00~19:00               | 緯來綜合台 星期六18:00~19:00 |
| ---------------------------- | ------------------------------------------ | ---------------------------- |
|                              | 電玩快打 （1997年 -2017年12月16日 ）       |                              |
| —                            | —                                          |                              |
| 緯來綜合台 星期日20:00~21:00 |                                            |                              |
| —                            | 電玩快打 （2017年2月19日 - 2017年8月27日） | —                            |